# Alfred Holmes

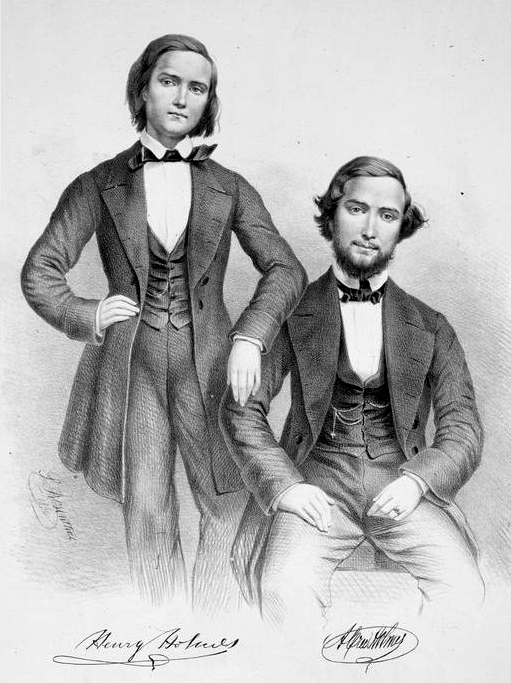
Alfred Holmes und sein Bruder, 1850er Jahre

Alfred Holmes (* 9. November 1837 in London; † 4. März 1876 in Paris) war ein englischer Geiger und Komponist.
Holmes begann seine Laufbahn als musikalisches Wunderkind. In den 1850er Jahren reiste er mit seinem Bruder Henry Holmes mit großen Erfolgen durch ganz Europa und gewann u. a. die Bewunderung des Geigers und Komponisten Louis Spohr. Ab 1864 lebte er als Komponist in Paris. Bekannt wurde er mit programmatischen Sinfonien und Ouvertüren. 1874 wurde die Sinfonie Jeanne d’Arc, ein fünfsätziges Werk für Solisten, Chor und Orchester, in Sankt Petersburg uraufgeführt. Es folgten The Youth of Shakespeare, The Siege of Paris, Charls XII, Romeo and Juliet, Robin Hood, The Cid und The Muses.